# آنتونوفکا (شهرستان کارماسکالینسکی، باشقیرستان)
آنتونوفکا (انگلیسی: Antonovka, Karmaskalinsky District, Republic of Bashkortostan) یک شهرک در شهرستان کارماسکالینسکی استان باشقیرستان کشور روسیه است.